# Język andoa
Język andoa, także: gae, gaye, semigae, shimigae – wymarły w 1993 roku język zaparo, używany przez Indian Zaparo zamieszkujących tereny w Peru wzdłuż rzeki Pastaza.